# Edgar Valcárcel

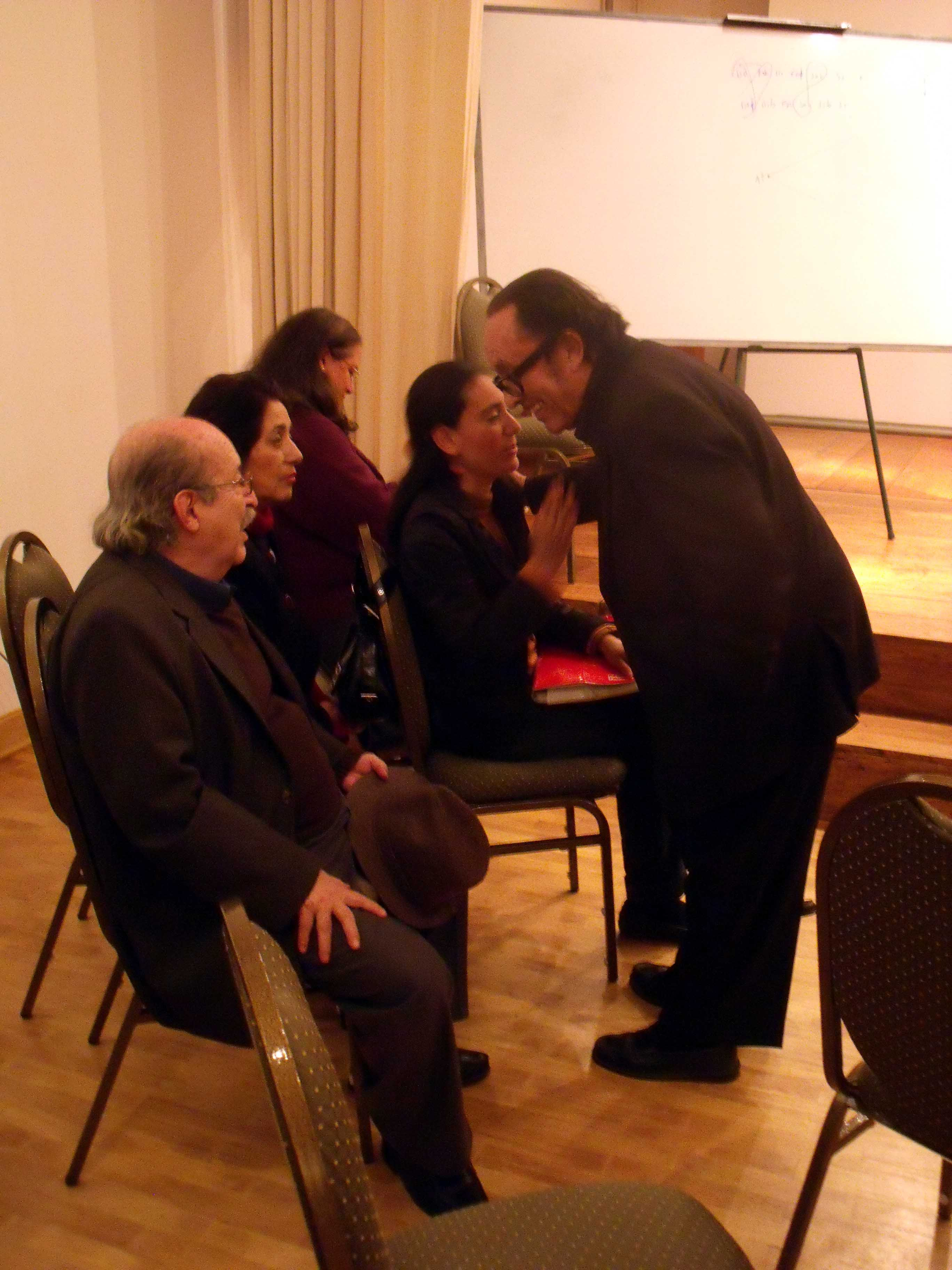
V. l. n. r. Francisco Pulgar Vidal, Margarita Ludeña, Mabel García und Edgar Valcárcel

Edgar Valcárcel Arze (* 4. Dezember 1932 in Puno; † 11. März 2010 in Lima) war ein peruanischer Komponist.
Valcárcel studierte an der Musikakademie in Lima bei Andrés Sás Orchassal, am Hunter College (New York) bei Donald Lybbert, am Centro Latinoamericano de Altos Estudios Musicales (CLAEM) in Buenos Aires sowie am Electronic Music Center der Columbia University New York unter Vladimir Ussachevski und Alcides Lanca. Er war Professor für Komposition am Konservatorium von Lima.
Valcárels Schaffen umfasst Orchesterwerke, ein Klavier-, ein Cello- und ein Klarinettenkonzert, Kammermusik in unterschiedlicher Besetzung, zwei Klaviersonaten, Chorwerke, Lieder, Bühnenmusik und Werke für elektronische Instrumente.
| Personendaten    | Personendaten          |
| ---------------- | ---------------------- |
| NAME             | Valcárcel, Edgar       |
| ALTERNATIVNAMEN  | Valcárcel Arze, Edgar  |
| KURZBESCHREIBUNG | peruanischer Komponist |
| GEBURTSDATUM     | 4. Dezember 1932       |
| GEBURTSORT       | Puno                   |
| STERBEDATUM      | 11. März 2010          |
| STERBEORT        | Lima                   |